# Życie na czekanie
"Życie na czekanie" – drugi singel promujący pierwszy solowy album Łukasza Zagrobelnego pt. Myśli warte słów. Tekst do utworu napisał Andrzej Piaseczny, autorem muzyki był Piotr Siejka. Singel zadebiutował w polskich rozgłośniach radiowych 15 października 2007 roku.